# Campionati del mondo di atletica leggera 2019 - 100 metri ostacoli
La specialità dei 100 metri ostacoli femminili dei campionati del mondo di atletica leggera 2019 si è svolta tra il 5 e il 6 ottobre allo Stadio Internazionale Khalifa di Doha, in Qatar.

## Podio
| Pos.    | Atleta            | Nazionalità | Tempo |
| ------- | ----------------- | ----------- | ----- |
| Oro     | Nia Ali           | Stati Uniti | 12"34 |
| Argento | Kendra Harrison   | Stati Uniti | 12"46 |
| Bronzo  | Danielle Williams | Giamaica    | 12"47 |

## Situazione pre-gara

### Record
Prima di questa competizione, il record del mondo (RM) e il record dei campionati (RC) erano i seguenti.
| Record                | Prestazione | Atleta                      | Data                                  | Competizione  |
| --------------------- | ----------- | --------------------------- | ------------------------------------- | ------------- |
| Record mondiale       | 12"20       | Kendra Harrison Stati Uniti | 22 luglio 2016 Londra, Regno Unito    |               |
| Record dei campionati | 12"28       | Sally Pearson Australia     | 3 settembre 2011 Taegu, Corea del Sud | Mondiali 2011 |

### Campioni in carica
I campioni in carica a livello mondiale e olimpico erano:
| Campione | Atleta                  | Prestazione | Data                                   | Competizione         |
| -------- | ----------------------- | ----------- | -------------------------------------- | -------------------- |
| Olimpico | Sally Pearson Australia | 12"35       | 17 agosto 2016 Rio de Janeiro, Brasile | Giochi olimpici 2016 |
| Mondiale | Sally Pearson Australia | 12"59       | 12 agosto 2017 Londra, Gran Bretagna   | Mondiali 2017        |

### La stagione
Prima di questa gara, gli atleti con le migliori tre prestazioni dell'anno erano:
| Pos. | Atleta                      | Prestazione | Data                                        |
| ---- | --------------------------- | ----------- | ------------------------------------------- |
| 1    | Danielle Williams Giamaica  | 12"32       | 20 luglio 2019 Londra, Gran Bretagna        |
| 2    | Janeek Brown Giamaica       | 12"40       | 8 giugno 2019 Austin, Stati Uniti d'America |
| 3    | Kendra Harrison Stati Uniti | 12"43       | 12 luglio 2019 Monaco                       |

## Risultati

### Batterie
Le batterie si sono corse a partire dalle 17:15 del 5 ottobre. Le prime quattro di ogni serie (Q) e i quattro tempi migliori tra le escluse (q) si qualificano alle semifinali.
| Pos. | Batteria | Corsia | Nome                 | Nazionalità        | Tempo | Note |
| ---- | -------- | ------ | -------------------- | ------------------ | ----- | ---- |
| 1    | 5        | 9      | Tobi Amusan          | Nigeria            | 12"48 | Q    |
| 2    | 3        | 5      | Danielle Williams    | Giamaica           | 12"51 | Q    |
| 3    | 4        | 4      | Kendra Harrison      | Stati Uniti        | 12"55 | Q    |
| 4    | 1        | 7      | Nia Ali              | Stati Uniti        | 12"59 | Q    |
| 5    | 5        | 4      | Janeek Brown         | Giamaica           | 12"61 | Q    |
| 6    | 3        | 8      | Andrea Vargas        | Costa Rica         | 12"68 | Q    |
| 7    | 5        | 5      | Nadine Visser        | Paesi Bassi        | 12"75 | Q    |
| 8    | 4        | 8      | Cindy Roleder        | Germania           | 12"76 | Q    |
| 9    | 5        | 7      | Karolina Kołeczek    | Polonia            | 12"78 | Q    |
| 10   | 1        | 4      | Megan Tapper         | Giamaica           | 12"78 | Q    |
| 11   | 2        | 8      | Luminosa Bogliolo    | Italia             | 12"80 | Q    |
| 12   | 4        | 3      | Ėl'vira Herman       | Bielorussia        | 12"84 | Q    |
| 13   | 2        | 7      | Yanique Thompson     | Giamaica           | 12"85 | Q    |
| 14   | 2        | 4      | Anne Zagré           | Belgio             | 12"91 | Q    |
| 15   | 5        | 3      | Nooralotta Neziri    | Finlandia          | 12"92 | q    |
| 16   | 4        | 2      | Reetta Hurske        | Finlandia          | 12"96 | Q    |
| 17   | 5        | 6      | Rikenette Steenkamp  | Sudafrica          | 12"97 | q    |
| 18   | 3        | 3      | Annimari Korte       | Finlandia          | 12"97 | Q    |
| 19   | 1        | 2      | Cindy Ofili          | Regno Unito        | 12"97 | Q    |
| 20   | 5        | 2      | Michelle Jenneke     | Australia          | 12"98 | q    |
| 21   | 3        | 6      | Luca Kozák           | Ungheria           | 13"00 | Q    |
| 22   | 3        | 7      | Beate Schrott        | Austria            | 13"08 | q    |
| 23   | 2        | 5      | Brianna Beahan       | Australia          | 13"11 | Q    |
| 24   | 4        | 5      | Gréta Kerekes        | Ungheria           | 13"11 |      |
| 25   | 3        | 4      | Celeste Mucci        | Australia          | 13"14 |      |
| 26   | 1        | 9      | Génesis Romero       | Venezuela          | 13"14 | Q    |
| 27   | 4        | 7      | Vanessa Clerveaux    | Haiti              | 13"15 |      |
| 28   | 2        | 6      | Ayako Kimura         | Giappone           | 13"19 |      |
| 29   | 1        | 5      | Asuka Terada         | Giappone           | 13"20 |      |
| 30   | 4        | 6      | Hanna Plotitsyna     | Ucraina            | 13"30 |      |
| 31   | 1        | 8      | Stanislava Škvarková | Slovacchia         | 13"44 |      |
| 32   | 5        | 8      | Laura Valette        | Francia            | 13"47 |      |
| 33   | 3        | 2      | Phylicia George      | Canada             | 13"49 |      |
| 34   | 2        | 2      | Fanny Quenot         | Francia            | 13"51 |      |
| 35   | 1        | 6      | Adrine Monagi        | Papua Nuova Guinea | 14"00 |      |
| 36   | 4        | 9      | Irina Velihanova     | Turkmenistan       | 14"79 |      |
|      | 1        | 3      | Solène Ndama         | Francia            | dnf   |      |
|      | 2        | 3      | Brianna McNeal       | Stati Uniti        | dq    |      |

### Semifinali
Le semifinali si sono corse a partire dalle 19:02 del 6 ottobre. Le prime due di ogni serie (Q) e i due tempi migliori tra le escluse (q) si qualificano alla finale.
| Pos. | Batteria | Corsia | Nome                | Nazionalità | Tempo | Note                                     |
| ---- | -------- | ------ | ------------------- | ----------- | ----- | ---------------------------------------- |
| 1    | 1        | 6      | Danielle Williams   | Giamaica    | 12"41 | Q                                        |
| 2    | 1        | 7      | Nia Ali             | Stati Uniti | 12"44 | Q                                        |
| 3    | 3        | 5      | Tobi Amusan         | Nigeria     | 12"48 | Q                                        |
| 4    | 2        | 5      | Kendra Harrison     | Stati Uniti | 12"58 | Q                                        |
| 5    | 2        | 4      | Megan Tapper        | Giamaica    | 12"61 | Q                                        |
| 6    | 1        | 5      | Nadine Visser       | Paesi Bassi | 12"62 | q                                        |
| 7    | 3        | 7      | Janeek Brown        | Giamaica    | 12"62 | Q                                        |
| 8    | 3        | 4      | Andrea Vargas       | Costa Rica  | 12"65 | q                                        |
| 9    | 3        | 6      | Ėl'vira Herman      | Bielorussia | 12"78 |                                          |
| 10   | 2        | 6      | Yanique Thompson    | Giamaica    | 12"80 | Miglior prestazione personale stagionale |
| 11   | 1        | 4      | Cindy Roleder       | Germania    | 12"86 |                                          |
| 12   | 2        | 8      | Karolina Kołeczek   | Polonia     | 12"86 |                                          |
| 13   | 1        | 8      | Luca Kozák          | Ungheria    | 12"87 | Miglior prestazione personale stagionale |
| 14   | 2        | 2      | Nooralotta Neziri   | Finlandia   | 12"89 | Miglior prestazione personale stagionale |
| 15   | 2        | 9      | Cindy Ofili         | Regno Unito | 12"95 |                                          |
| 16   | 2        | 3      | Rikenette Steenkamp | Sudafrica   | 12"96 | Miglior prestazione personale stagionale |
| 17   | 1        | 9      | Annimari Korte      | Finlandia   | 12"97 |                                          |
| 18   | 2        | 7      | Luminosa Bogliolo   | Italia      | 13"06 |                                          |
| 19   | 1        | 2      | Michelle Jenneke    | Australia   | 13"09 |                                          |
| 20   | 1        | 3      | Génesis Romero      | Venezuela   | 13"18 |                                          |
| 21   | 3        | 8      | Reetta Hurske       | Finlandia   | 13"24 |                                          |
| 22   | 3        | 3      | Beate Schrott       | Austria     | 13"25 |                                          |
| 23   | 3        | 2      | Brianna Beahan      | Australia   | 13"38 |                                          |
|      | 3        | 9      | Anne Zagré          | Belgio      | dq    |                                          |

### Finale
La finale si è corsa alle 20:50 del 6 ottobre.
| Pos. | Corsia | Nome              | Nazionalità | Tempo | Note                          |
| ---- | ------ | ----------------- | ----------- | ----- | ----------------------------- |
|      | 4      | Nia Ali           | Stati Uniti | 12"34 | Miglior prestazione personale |
|      | 6      | Kendra Harrison   | Stati Uniti | 12"46 |                               |
|      | 5      | Danielle Williams | Giamaica    | 12"47 |                               |
| 4    | 7      | Tobi Amusan       | Nigeria     | 12"49 |                               |
| 5    | 3      | Andrea Vargas     | Costa Rica  | 12"64 | Record nazionale              |
| 6    | 2      | Nadine Visser     | Paesi Bassi | 12"66 |                               |
| 7    | 8      | Janeek Brown      | Giamaica    | 12"88 |                               |
|      | 9      | Megan Tapper      | Giamaica    | dnf   |                               |